# Хохалєв Сергій Аполлонович
Сергій Аполлонович Хохалєв (5 травня 1916, Алушта — 1 квітня 1998, Чернівці) — український живописець; член Спілки радянських художників України з 1946 року.

## Біографія
Народився 5 травня 1916 року в місті Алушті у сім'ї спадкових художників. Упродовж 1936—1939 років навчався на живописному відділенні в Кримському художньому училищі імені Миколи Самокиша, де його викладачами були Ю. Шпажинський, О. Гаглазова, Є. Маркова, М. Болдирєв.
Брав участь у радянсько-фінській та німецько-радянській війнах. Служив в артилерії, у партизанських загонах Олексія Федорова і Олександра Сабурова, де командував взводом розвідки. Був ранений у плече. Закінчив війну художником при штабі партизанського руху
4-го Українського фронту. Нагороджений орденом Вітчизняної війни ІІ ступеня (6 квітня 1985), медалями.
У Чернівцях з 1945 року, працював у майстернях художнього фонду Української РСР. Мешкав в будинку на вулиці Богомольця, № 3, квартира № 6. Помер у Чернівцях 1 квітня 1998 року.

## Творчість
Працював в галузі станкового живопису, створював жанрові картини, пейзажі. Серед робіт:
- «Автопортрет» (1948);
- «Вечір на Пруті» (1957);
- «Ольга Кобилянська на могилі Кобзаря. Канів. 1899 рік» (1964);
- «Радянська площа 1 Травня» (1967);
- «Дорога до телестудії» (1967);
- «Ленін і діти» (1967);
- «У партизанській землянці» (1969);
- «На заводі» (1970-ті);
- «Зустріч переможців» (1970-ті);
- «Портрет чоловіка» (1970-ті);
- «Місток» (1972, картон, олія);
- «Чернівці. Центральна площа» (1982, Хмельницький обласний художній музей)[5];
- «Перед боєм» (1985).

Брав участь у республіканських виставках з 1955 року.
Крім згаданого музею, роботи художника зберігаються у Чернівецькому художньому музеї.